# Пескате
Песка̀те (на италиански: Pescate, на западноломбардски: Pescàa, Пескаа) е село и община в Северна Италия, провинция Леко, регион Ломбардия. Разположено е на 214 m надморска височина, на източния бряг на езеро Лаго ди Гарлате. Населението на общината е 2125 души (към 2014 г.).